# Menhir von Lanvénaël
Der Menhir von Lanvénaël steht südlich des Weilers Lanvénaël, westlich von Beuzeg Vihan in Plomeur in der Cornouaille im Département Finistère in der Bretagne  in Frankreich.
Der etwa 5,0 Meter hohe Menhir befindet sich auf einem Damm an einem Feldrand. Ein kleiner Stein liegt zu seinen Füßen.
In der Nähe liegt der Dolmen von Kerugou.